# Stricticollis sternbergsi
Stricticollis sternbergsi es una especie de coleóptero de la familia Anthicidae.

## Distribución geográfica
Habita en Yunnan (China).